# Dicranella gremmenii
Dicranella gremmenii är en bladmossart som beskrevs av Ryszard Ochyra 1999. Dicranella gremmenii ingår i släktet jordmossor, och familjen Dicranaceae. Inga underarter finns listade i Catalogue of Life.